# Akaki Kemertelidze
Akaki Kemertelidze (georgiska: აკაკი ქემერტელიძე), född 1999, är en georgisk brottare som tävlar i fristil.

## Karriär
Vid EM 2025 i Bratislava tog Kemertelidze brons i 70 kg-klassen efter att ha besegrat ukrainske Oleksii Boruta i bronsmatchen.